# مريم بيكميز
مريم بيكميز (ولدت في 31 يوليو 2000 في ديار بكر، تركيا) هي متسابقة مشي تركية متخصصة في سباقات 5000 متر و10000 متر. كانت عضوة في نادي كايابينار المملوك للبلدية، قبل أن تنتقل إلى نادي إينكا إس كيه في إسطنبول.

## روابط خارجية
- مريم بيكميز في اللجنة الأولمبية الدولية
- مريم بيكميز في موقع أوليمبيديا